# Nipmihounpâl
Der Nipmihounpâl ist ein 318 m hoher Gipfel auf der Insel Erromango im Staat Vanuatu.

## Vulkanische Aktivität
Der Berg liegt östlich des höchsten Gipfels, des Santop, im Norden der Insel.